# نوح بوتيك
نوح بوتيك أو نواه بوتيك (بالإنجليزية: Noah Botic)‏ هو لاعب كرة قدم أسترالي ولد في عام 2002، ويلعب في مركز المهاجم مع نادي ويسترن يونايتد ومنتخب أستراليا تحت 17 سنة لكرة القدم ويعرف بوتيك أيضًا بسرعته في التنفيذ وذكاءه في السيطرة على الكرة.

## مسيرته الكروية
ولد بوتيك في سيدني في أستراليا في عام 2002.
هوفنهايم
كان بوتيك في تجربة مع شباب نادي مانشستر يونايتد الإنجليزي، فقد ظهرت العديد من الأندية المهتمة بالتعاقد معه أبرزها نادي إيفرتون وبايرن ميونخ ولكن في النهاية وقع بوتيك على عقد منحة دراسية وأنضمام مع نادي نادي هوفنهايم في عام 2019.
أختار بوتيك من ضمن أفضل 60 موهبة في العالم من قبل صحيفة جاردين البريطانية.
بوتيك من أول الذين سيستدعون لمنتخب أستراليا الأول في المستقبل نظرا لأمكانياته ولكونه الأسترالي صاحب أعلى عدد من الأهداف في بطولة دوري أبطال أوروبا.
ويسترن يونايتد
في تاريخ 1 أغسطس من عام 2021 وقع بوتيك أول عقد أحترافي مع نادي ويسترن يونايتد.

## مسيرته الدولية
لعب بوتيك مع أستراليا تحت 16 سنة في بطولة آسيا للناشئين تحت 16 عاما 2018 وكان هداف تلك البطولة برصيد 5 أهداف وكان أبرز أهدافه على العراق واليابان وكذلك مثل منتخب أستراليا تحت 17 عاما في كأس العالم تحت 17 سنة لكرة القدم 2019 في البرازيل وكذلك سجل معه هدف في مباراة ودية ضد إنجلترا.